# TV4 Komedi
TV4 Komedi var en TV-kanal från TV4-gruppen som inriktade sig på komediserier och -filmer. Kanalen hade sina sändningar under perioden november 2006–september 2017.

## Historik
Planerna på kanalen presenterades under andra halvan av 2006. Kanalen lanserades den 3 november 2006, samtidigt som TV4-gruppen lanserade TV4 Guld. Premiärprogrammet var en visning av långfilmen Brudens far 2.
TV4 Komedi och TV4 Guld fanns från starten tillgängliga via Com Hems digitala kabel-tv och Canal Digitals satellitpaket. Sedan 1 september 2009 ingår de båda kanalerna även i Viasats utbud.
TV4 har samarbete med en finskspråkig kanal som heter MTV3 Sarja. Filmerna som visades i MTV3 Sarja var identiska med TV4 Komedi. Kanalen var vid lanseringen reklamfri men införde reklamavbrott från januari 2012.
TV4 meddelade i början av 2017 att TV4 Komedi skulle läggas ner under den kommande hösten. Detta var en del i ett större sparpaket för huvudkanalen. Den 30 september 2017 slutade kanalen sina sändningar. Samma datum upphörde även kanalen TV4 Fakta XL med sina sändningar. Det sista programmet som sändes var filmen Åsa-Nisse flyger i luften.

## Program
- 'Allå, 'allå, 'emliga armén
- Alf
- Andy Richter
- Angne & Svullo
- Beavis & Butthead
- Bosom Buddies
- Cosby
- Cybill
- David Letterman
- Hemma värst
- Hjälp!
- Hope & Faith
- Last comic standing
- Linus på linjen (endast som pausprogram)
- The Mind of the Married Man
- Murphy Brown
- Pang i bygget
- Peep Show
- Pinky and The Brain
- Ripping Yarns
- Roseanne
- Räkna med bråk
- Skenet bedrar
- Shameless
- Skål
- South Park
- Spaced
- Svarte orm
- c/o Segemyhr
- Tredje klotet från solen
- That '80s Show
- Will & Grace